# Rudi (cầu thủ bóng đá)
Rudi (sinh ngày 1 tháng 6 năm 1987) là một cầu thủ bóng đá người Indonesia hiện tại thi đấu ở vị trí tiền vệ cho Semen Padang ở Indonesia Super League.

## Danh hiệu
Semen Padang
Vô địch
- Indonesian Premier League: 2011–12

Á quân
- Piala Indonesia: 2012